# نورتون بارنهيل
نورتون بارنهيل (بالإنجليزية: Norton Barnhill)‏ مواليد 15 يوليو 1953 في وينستون-سالم، هو لاعب كرة سلة أمريكي سابق. تم اختياره من قبل فريق سياتل سوبرسونيكس خلال الدرافت. حمل الرقم 10. يبلغ طوله 6 قدم 4 بوصة (1.9 م).

## روابط خارجية
- نورتون بارنهيل على موقع إن بي أي (الإنجليزية)
- نورتون بارنهيل على موقع سبورتس رفرنس (الإنجليزية)
- نورتون بارنهيل على موقع كلية كرة السلة في سبورتس رفرنس.كوم (الإنجليزية)
- نورتون بارنهيل على موقع ريلجم (الإنجليزية)
- نورتون بارنهيل على موقع بروبوليرز (الإنجليزية)